# Nicolas Leblanc
Nicolas Leblanc (6 de dezembro de 1742 – 16 de janeiro de 1806) foi um químico e cirurgião francês que descobriu como produzir barrilha do sal de cozinha comum.

## Primeiros Anos
Leblanc nasceu em Ivoy le Pré, Cher, França. Seu pai, funcionário de uma siderúgica, faleceu em 1751. Leblanc foi enviado àBourges para viver com Dr. Bien, um amigo próximo da família. Sobre a influência do tutor, Leblanc desenvolveu seu interesse na medicina. Quando Bien faleceu em 1759, Leblanc matriculou-se na École de Chirurgie (Colégio de Cirurgiões) em Paris a fim de estudar medicina.
Graduado com um diploma de mestrado em cirurgia, Leblanc iniciou sua prática na medicina. Casou-se em 1775. Seu primeiro filho nasceu quatro anos depois. Incapaz de sustentar adequadamente sua família com os honorários das suas patentes médicas, Leblanc em 1780 aceitou o encargo de médico particular na criadagem de Luís Filipe II, Duque de Orleães.

## O processo Leblanc
Em 1775, a Academia Francesa de Ciências ofereceu premio por um processo através do qual o carbonato de sódio pudesse ser produzido a partir do cloreto de sódio. A academia francesa buscava um método para produzir carbonato de sódio por meios mais baratos a partir do cloreto de sódio.
Em 1791, Nicolas Leblanc obteve sucesso na produção de carbonato de sódio a partir do sal num processo de duas etapas. No primeira etapa, o cloreto de sódio é misturado com uma solução concentrada de ácido sulfúrico em temperaturas 800-900 °C; o gás clorido de hidrogênio se liberta, deixando sulfato de sódio sólido. Na segunda etapa, o sulfato de sódio é esmagado, misturado com carvão e calcário e novamente aquecido numa fornalha.
O prêmio foi atribuído para Nicolas Leblanc pelo processo o qual usou sal marinho e ácido sulfúricos como matéria-prima. Após o evento, uma instalação (de sua propriedade) esteve em operação produzindo 320 toneladas de carbonato de sódio por ano. Seu processo, no entanto, atualmente é obsoleto e foi superado pelo extremamente rentável e conveniente Processo Solvay.

## Últimos anos
Dois anos após, sua instalação foi confiscada pelo governo revolucionário francês, que se recusou a pagar o prêmio em dinheiro que receberia dez anos atrás.
Em 1802 Napoleão devolveu-lhe a instalação (mas não o prêmio), mas entretanto Leblanc não tinha como custear mais o seu funcionamento. Ele cometeu suicídio com um tiro na cabeça em 1806.

## Legado
William Losh visitou Paris para estudar o processo Leblanc. Em 1807, Losh, Wilson and Bell abriu a primeira fábrica de alcalinos na Inglaterra que usou o processo Leblanc, em Walker, Newcastle.